# Aleixo IV Ângelo
Aleixo IV Ângelo ou Aleixo IV Anjo (em grego: Αλέξιος Δ' Άγγελος; c. 1182 — 8 de fevereiro de 1204) foi imperador bizantino de Agosto de 1203 a Janeiro de 1204. Era filho do imperador Isaque II Ângelo e da sua primeira esposa Irene. O seu tio paterno era o imperador Aleixo III Ângelo.

## Príncipe no exílio
O jovem Aleixo foi encarcerado em 1195 quando Aleixo III derrubou Isaque II através de um golpe de estado. Em 1201, dois comerciantes de Pisa foram contratados para fazerem Aleixo sair de Constantinopla rumo ao Império Romano-Germânico, onde encontrou abrigo junto do seu cunhado Filipe da Suábia, rei da Alemanha.
Durante a sua estadia Aleixo travou conhecimento com o marquês Bonifácio de Montferrat, primo de Filipe, que fora escolhido para comandar a 4.ª Cruzada, mas que deixara temporariamente o cerco de Zara para visitar Filipe. Bonifácio e Aleixo chegaram a acordo para desviar a Cruzada para Constantinopla, para que Aleixo pudesse recuperar o trono de seu pai; em troca Aleixo forneceria soldados bizantinos para combaterem na Cruzada, bem como dinheiro para pagar as dívidas dos cruzados à República de Veneza. Prometeu ainda sujeitar a Igreja Ortodoxa à autoridade do Papa. Aleixo acompanhou Bonifácio no regresso deste à armada cruzada, que prosseguira caminho até Córcira, e deu a conhecer o seu plano aos venezianos, que concordaram com ele. Em 1202 a frota chegou a Constantinopla. Aleixo desfilou ao longo das muralhas, apenas para deparar com a apatia dos cidadãos da cidade, para quem Aleixo III Ângelo, apesar de ser um usurpador e um imperador ilegítimo aos olhos dos ocidentais, era bem aceite pelos constantinopolitanos.

## Imperador
A 18 de Julho de 1203, os cruzados atacaram a cidade, e Aleixo III fugiu imediatamente para a Trácia. Na manhã seguinte os cruzados ficaram estupefactos ao saberem que os cidadãos tinham libertado Isaque II da prisão e que o tinham feito novamente imperador, apesar do facto de aquele ser cego e de estar por isso impossibilitado de ocupar o trono. Os cruzados não aceitaram esta situação e obrigaram Isaque II a associar ao trono o seu filho Aleixo, como Aleixo IV, em 1 de Agosto.
Apesar das grandiosas promessas de Aleixo, Isaque, com maior experiência e sentido prático, sabia que a dívida dos Cruzados não poderia ser paga com fundos do tesouro imperial. Aleixo, no entanto, parecia não estar plenamente inteirado do estado calamitoso a que tinham chegado as finanças imperiais nos cinquenta anos anteriores. Conseguiu, ainda assim, reunir metade da quantia prometida, apropriando-se de bens da igreja e confiscando as propriedades de opositores. Dirigiu-se então contra o seu tio Aleixo III, que ainda controlava a Trácia. O saque de algumas cidades trácias ajudou a aumentar o tesouro de guerra, mas entretanto a tensão crescia entre os cruzados cada vez mais inquietos e os cidadãos de Constantinopla.
Em Dezembro de 1203 a violência explodiu entre os constantinopolitanos e os cruzados. Multidões enraivecidas linchavam qualquer estrangeiro que encontrassem, e os cruzados, perante isto, voltaram-se para Aleixo, acusando-o de quebrar as promessas feitas. Aleixo recusou-se a fazer mais do que aquilo que já fizera. Enquanto as relações com os cruzados pioravam, por outro lado não estavam a melhorar com a população grega e com o seu próprio pai. Cego e quase totalmente incapaz, Isaque II não gostava de partilhar o trono com o filho; começou a espalhar rumores das alegadas perversões sexuais de Aleixo, dizendo que este se fazia acompanhar por "homens depravados". O cronista Nicetas Coniates caracterizava Aleixo como "infantil" e criticava a sua intimidade com os cruzados e o seu estilo de vida luxuoso.

## Deposição e morte
No final de Janeiro de 1204 a população de Constantinopla revoltou-se e tentou proclamar imperador na basílica de Santa Sofia. Aleixo IV tentou a reconciliação com os cruzados, confiando ao anti-ocidental Aleixo V Ducas uma missão que recuperaria o apoio dos cruzados. No entanto, Aleixo Ducas aprisionou tanto Aleixo IV quanto o seu pai Isaque II na noite de 27 de Janeiro de 1204. Isaque veio a falecer pouco depois, talvez de choque ou por envenenamento, e Aleixo IV foi estrangulado a 8 de Fevereiro. Aleixo Ducas foi proclamado imperado com o nome de Aleixo V.